# (6081) Cloutis
(6081) Cloutis és un asteroide que pertany al cinturó d'asteroides, regió del sistema solar que s'hi troba entre les òrbites de Mart i Júpiter, descobert el 2 de març de 1981 per Schelte John Bus des de l'Observatori de Siding Spring, a Nova Gal·les del Sud, Austràlia.
Va ser designat provisionalment com 1981 EE35, i després anomenat Cloutis en homenatge a Edward Cloutis, professor de la Universitat de Winnipeg, estudia els espectres d'acoblaments minerals similars als trobats en les superfícies planetàries. Va ser el primer a obtenir una relació entre la fracció olivina-ortopiroxè i la proporció de bandes d'absorció de silicat en els espectres de reflectància.
Cloutis s'hi troba a una distància mitjana del Sol de 2,489 ua, i pot allunyar-se fins a 2,961 ua i acostar-se fins a 2,016 ua. La seva excentricitat és 0,189 i la inclinació orbital 7,328 graus. Empra 1.434,63 dies a completar una òrbita al voltant del Sol. La magnitud absoluta de Cloutis és 14,7. Fa 2,53 km de diàmetre i té una albedo estimada de 0,399.